# Таосянь (аэропорт)
Шэньянский международный аэропорт Таосянь (кит. упр. 沈阳桃仙国际机场, пиньинь Shěnyáng Táoxiān Guójì Jīchǎng) (ИАТА: SHE, ИКАО: ZYTX) — коммерческий аэропорт, расположенный в 20 километрах к югу от центральной части города Шэньян (провинция Ляонин, КНР).

## См. также

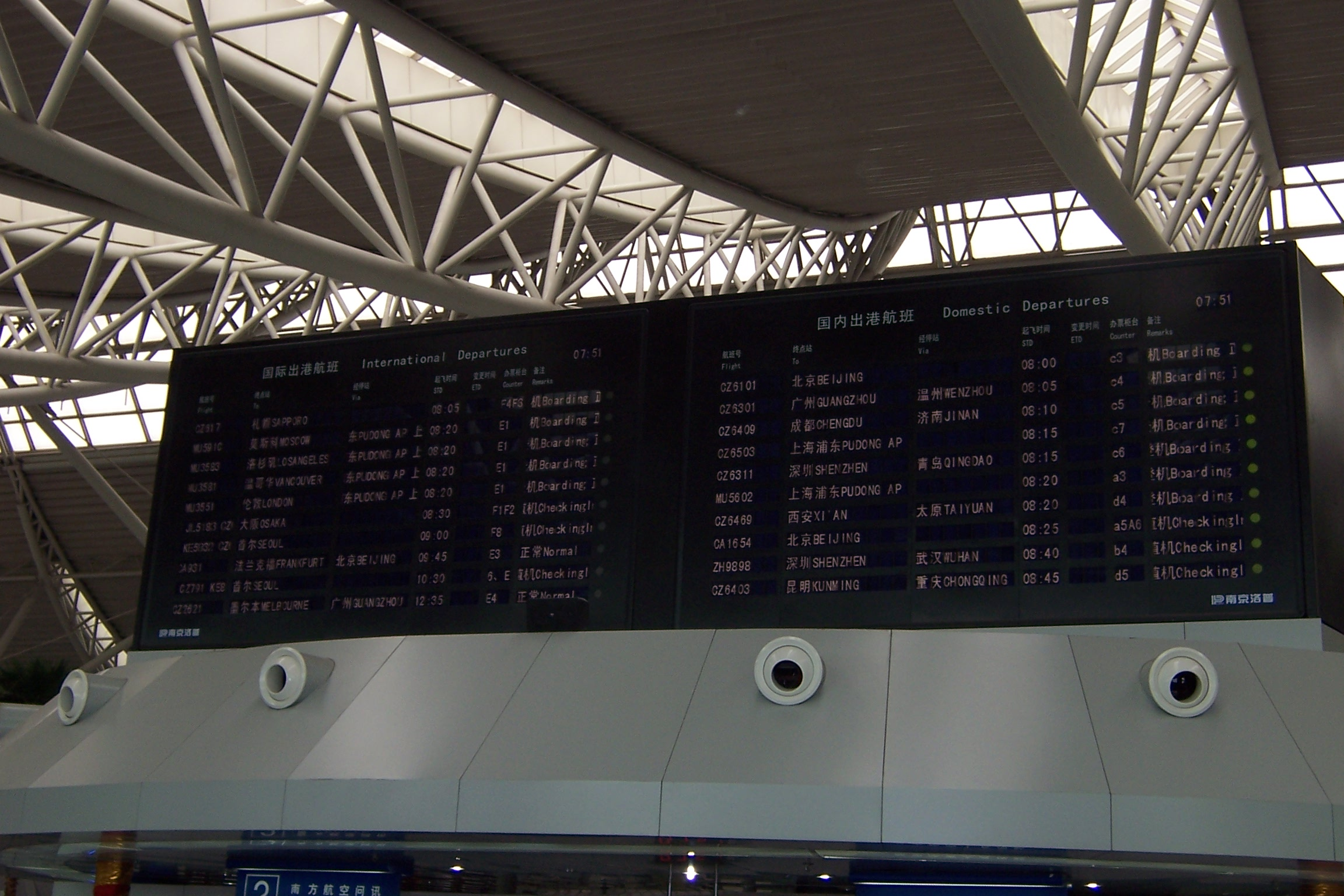
Зона отправления пассажирского терминала